# Walter Zeischegg

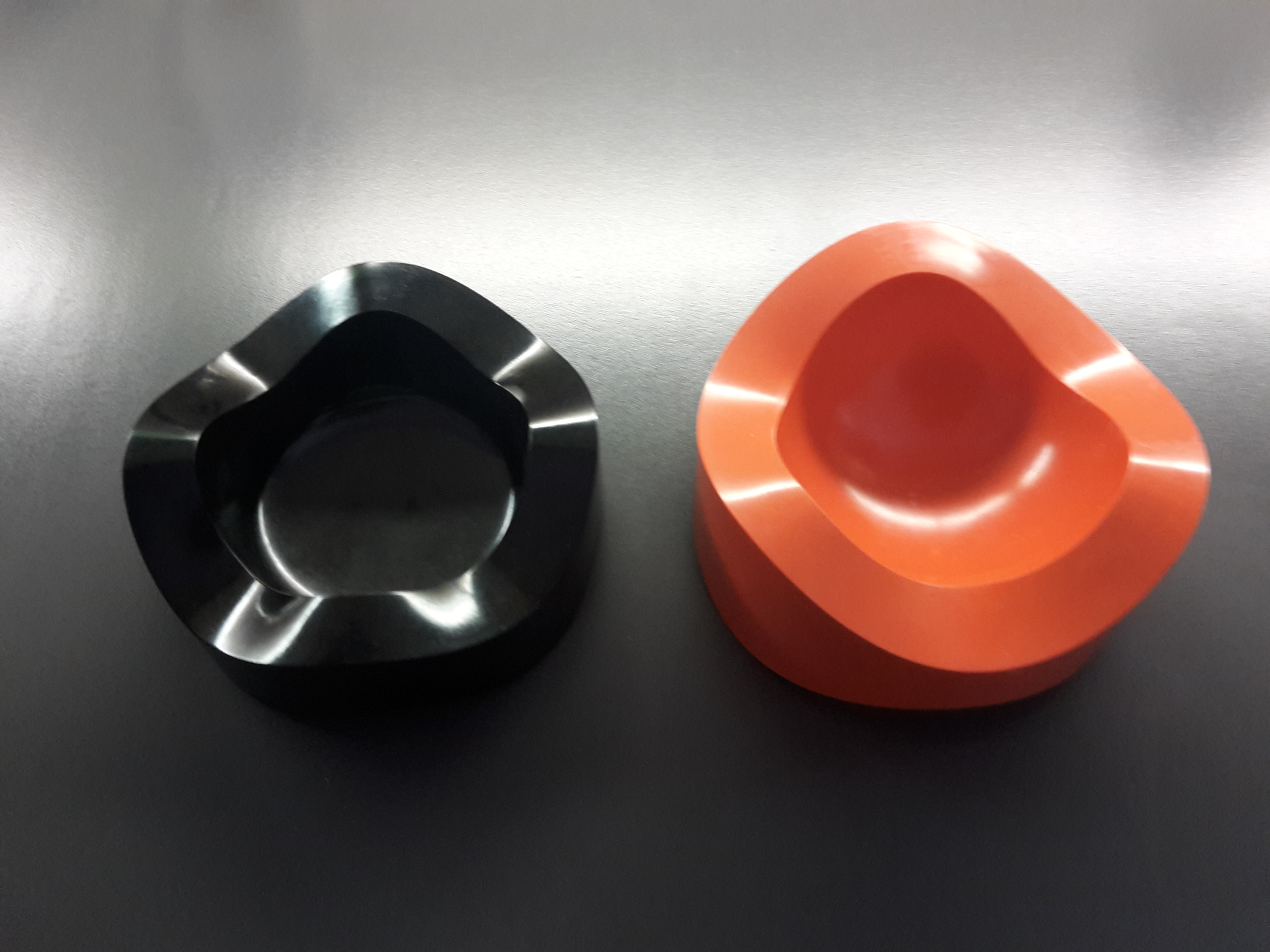
Sinus-Aschenbecher mit flachem und rundem Boden, Draufsicht

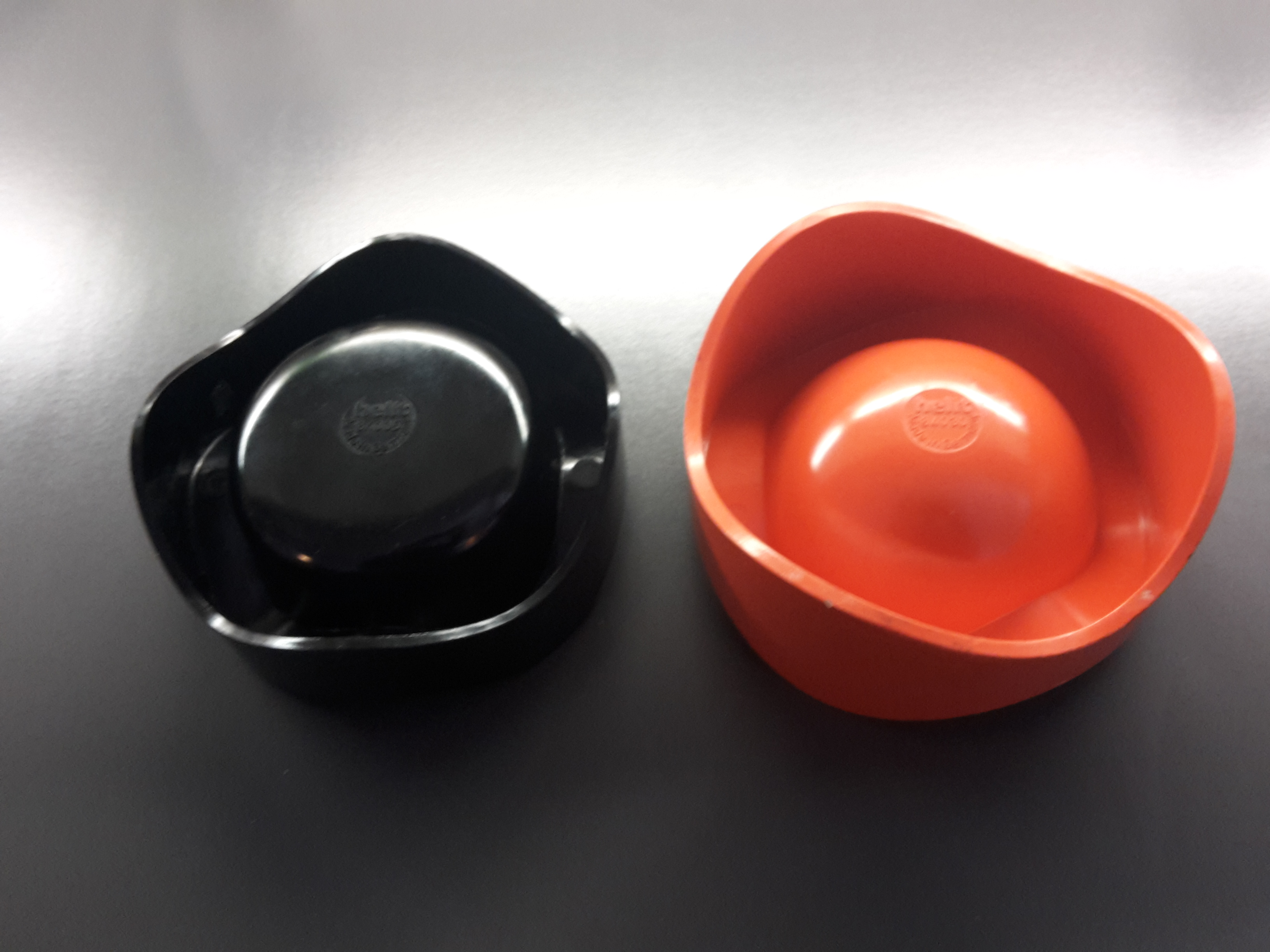
Sinus-Aschenbecher mit flachem und rundem Boden, Untersicht

Walter Zeischegg (* 5. Februar 1917 in Wien; † 20. Dezember 1983 in Ulm) war ein österreichischer Designer.

## Leben
1921 zog die Familie Zeischegg nach Graz. Von 1932 bis 1936 besuchte Walter Zeischegg die Bundesanstalt für das Baufach und die Kunstgewerbeschule Graz und begann danach sein Bildhauerstudium an der Akademie der bildenden Künste Wien. Den Zweiten Weltkrieg erlebte er als Soldat und konnte erst 1946 sein Bildhauerstudium in der Meisterklasse von Fritz Wotruba fortsetzen.
Während seines Studiums betätigte Walter Zeischegg sich als freier Entwerfer (die damals gängige Bezeichnung für Designer) und beschäftigte sich unter anderem mit der Griffgestaltung an Werkzeugen, chirurgischen Instrumenten und Maschinen. Zwischenzeitlich hegte er den Wunsch, seine Studien am „Institute of Design“ in Chicago fortsetzen. Auf einer Reise durch die Schweiz hatte er jedoch Max Bill kennengelernt, mit dem er fortan einen regen Briefwechsel führte. 1950 stellte Zeischegg seine künstlerischen Arbeiten zurück, um sich mehr dem Design zu widmen. Max Bill lud den Studenten ein, als Dozent nach Ulm an das „neue Bauhaus“ zu kommen. Nach dem Erhalt seines Diploms bereitete Walter Zeischegg gemeinsam mit Carl Auböck die Ausstellung „Hand und Griff“ vor.
1951 folgte Zeischegg dem Ruf Bills und arbeitete bis 1953 im Aufbaubüro der künftigen Hochschule für Gestaltung Ulm als Sachbearbeiter für das Forschungsinstitut für Produktform, für die Werkstätten Holz, Metall, Gips, Kunststoffe und die Abteilung Produktform. 1953 wurde er Dozent in der Abteilung Produktform an der HfG Ulm. 1968 wurde die Hochschule geschlossen.
Im Anschluss an seine Dozententätigkeit machte Walter Zeischegg sich selbständig und gründete ein Designbüro in Neu-Ulm. Er arbeitete nun hauptsächlich für die Firma Helit. Neben diesen Industrieaufträgen widmete er seine Aufmerksamkeit auch geometrischen Formstudien, aus denen mehrere Produkte, wie etwa sein Sinus-Aschenbecher, aber auch Plastiken, entstanden. Am 20. Dezember 1983 starb Walter Zeischegg in Ulm.